# Pietro Tribuno

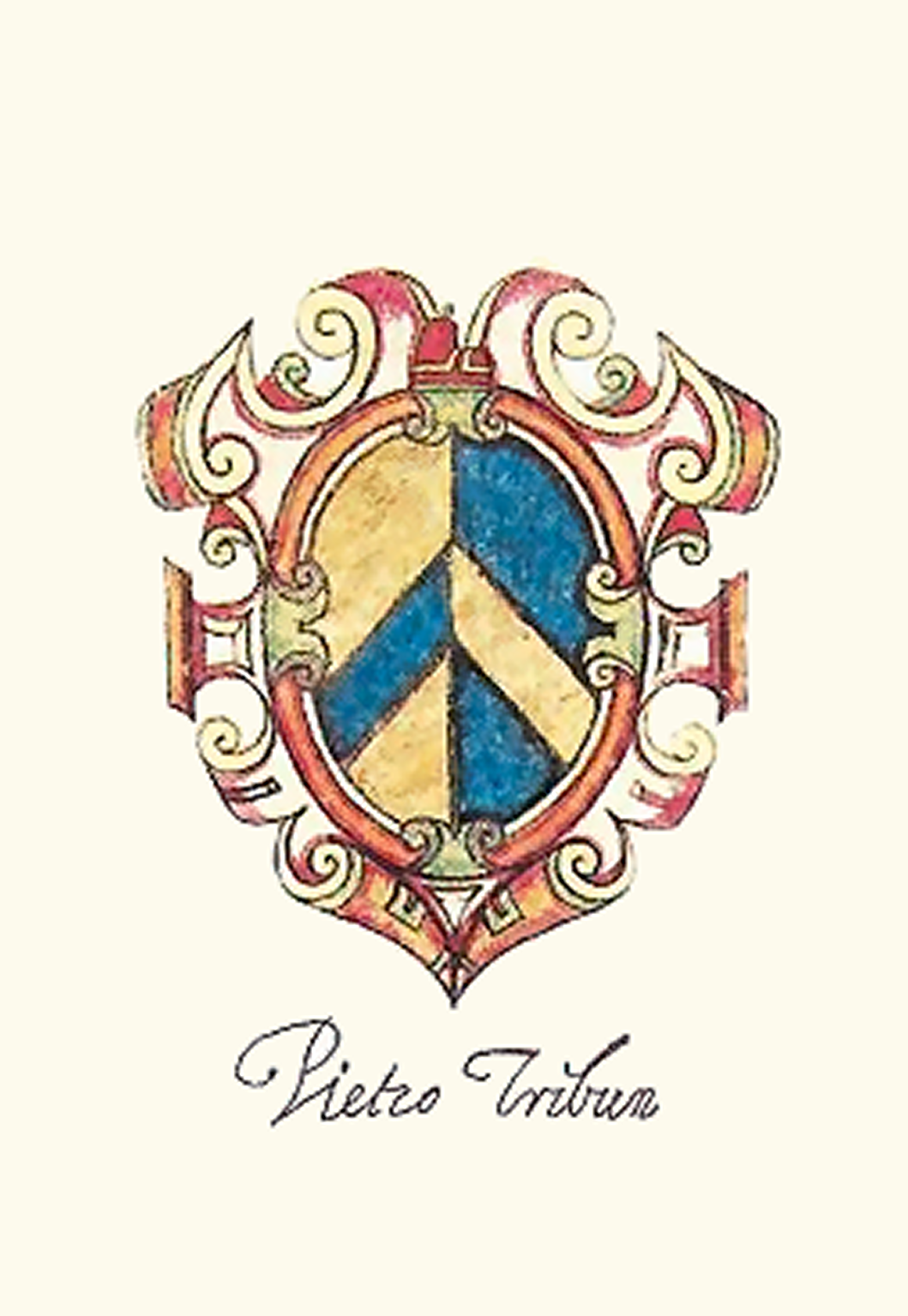
Das Wappen des „Pietro Tribun“, wie man es sich im 17. Jahrhundert vorstellte. Bei den Wappen frühmittelalterlicher Dogen handelt sich um bloße Rückprojektionen jüngerer Familienwappen. Die Heraldik setzte erst im 3. Viertel des 12. Jahrhunderts ein. Später wurden auch Wappen an die frühen Dogen vergeben, die nie ein Wappen geführt hatten („fanta-araldica“); dies diente dazu, die Familien dieser Epoche mit möglichst frühen Dogen in ein verwandtschaftliches Verhältnis zu setzen, was ihnen Ansehen sowie politischen und gesellschaftlichen Einfluss verschaffte. Es wurden also die Wappen der sehr viel späteren Nachfahren dieser Dogen auf die angeblichen oder tatsächlichen Mitglieder der (angeblich) seit 697 in Venedig herrschenden Familien zurückprojiziert.

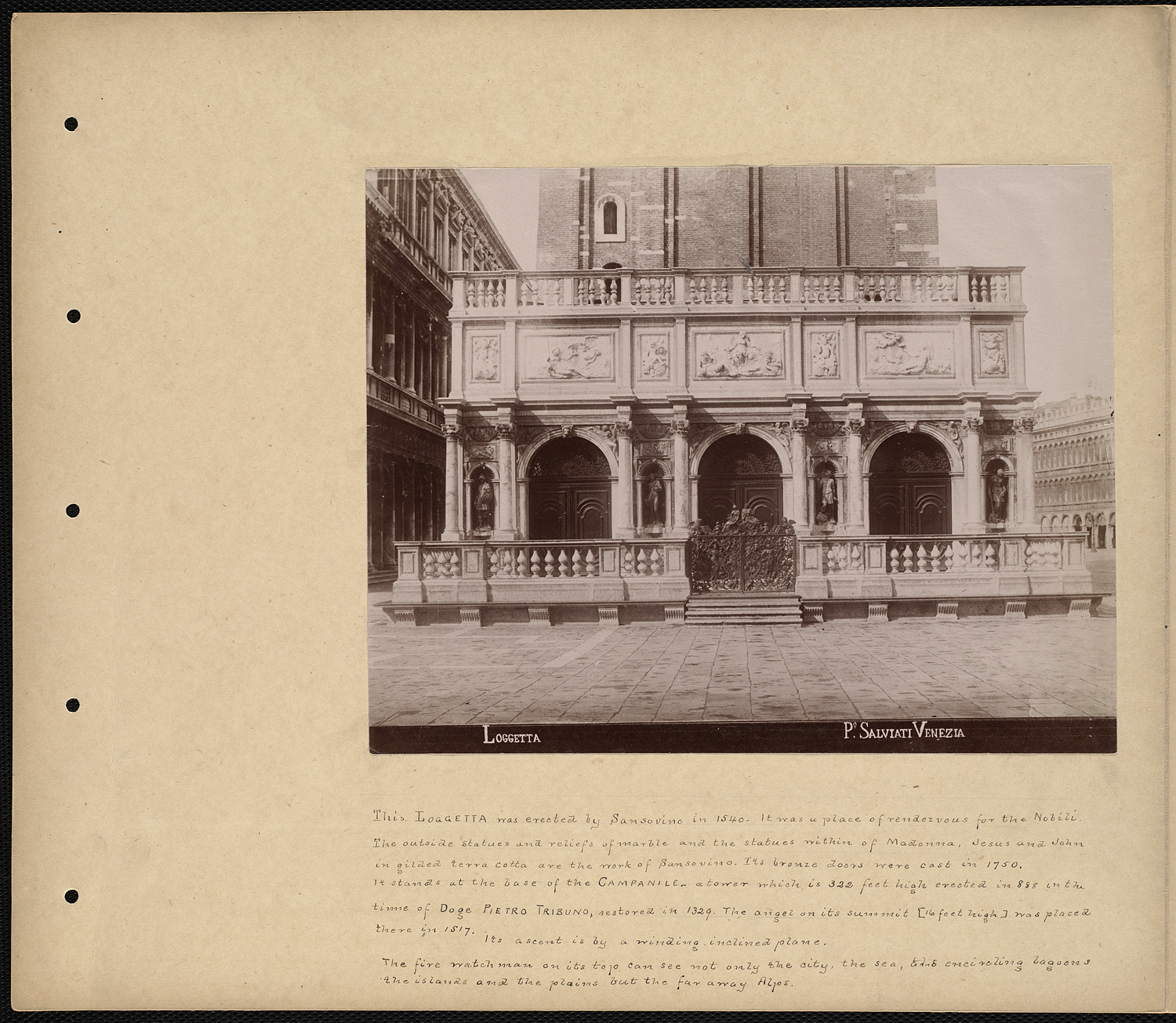
Die Loggetta in einer Fotografie, die zwischen 1891 und 1894 entstanden ist. Der Text, verfasst von William Vaughn Tupper (1835–1898), behauptet, der Glockenturm (Campanile) sei unter Pietro Tribuno im Jahr 888 errichtet worden.

Pietro Tribuno, in den zeitlich nächsten Quellen Petrus († 911), war nach der historiographischen Tradition der Republik Venedig, wie die dortige staatlich gesteuerte Geschichtsschreibung genannt wird, der 17. Doge. Seine Regierungszeit dauerte von 887/888 bis 911. Von der zweiten Hälfte seiner Herrschaftszeit ist allerdings nichts überliefert.
888 und 891 gelang es, Verträge mit fränkischen Königen im umkämpften Italien abzuschließen, die dem Handel und der Rechtssicherheit der dort tätigen Venezianer dienten.
Petrus Tribunus wird die Abwehr eines Plünderzuges der Magyaren zugeschrieben, die um 898–900 nach Italien zogen. Diese hatten sich im heutigen Ungarn im Jahr 896 angesiedelt und plünderten mehrere Jahrzehnte weite Gebiete Europas. Bei ihrem Italienzug zerstörten sie die Orte um die Lagune von Venedig, wurden jedoch von Venedigs Flotte besiegt, womit sie überhaupt zum ersten Mal unterlegen waren. Vom byzantinischen Kaiser erhielt der Doge dafür einen der höchsten Ehrentitel. Der Aufbau einer umfangreichen Stadtbefestigung erfolgte in diesem Zusammenhang; auch versperrte eine Kette die Zufahrt zum Canal Grande. Zu einem unbekannten Zeitpunkt erfolgte der Ausbau von Rialto. Heinrich Kretschmayr galt dieser Doge als „eigentlicher Stadtgründer“.
Unter Petrus Tribunus wurde der Einfluss derjenigen Angehörigen der Volksversammlung bei der Dogenwahl geschwächt, die nicht den höchsten Kreisen der Gesellschaft angehörten, seien es Kleriker oder Laien. Die für Venedig typische Ableitung der immer einflussreicher werdenden Familien von den frühen Dogen und deren Frauen erfolgte auch hier. So führten sich die Sanudo auf die später zur Dogaressa überhöhte Ehefrau des Dogen zurück, die damit Teil der venezianischen Legendenbildung wurde. Ihr Name ist nicht überliefert, sehr viel später erscheint sie als „Angela“ oder „Agnella Sanudo“.

## Familie, Beiname
Pietro war der Sohn des Domenico Tribuno und der Agnella, zugleich Neffe des Dogen Pietro Tradonico, der im Kampf gegen die Narentaner an der Ostküste der Adria ums Leben gekommen war, die aus dem Blickwinkel der Venezianer als Piraten den Handel störten. Er wurde aus den Reihen derjenigen Familien gewählt, die eben durch diesen Handel zu Reichtum gekommen waren und sich von der übrigen Bevölkerung zu unterscheiden begannen. Diese Familien wiederum bildeten den Kern der Adels- oder Patrizierfamilien (nobili), aus denen sich die venezianische Oligarchie herausbildete.
In den zeitlich näheren Quellen erscheint Petrus Tribunus nur als „Petrus dux“ oder „domnus Petrus“, während sein Beiname Tribuno, auch Trundomenico, wohl von Tribun abgeleitet ist. Diese Stellung hatte möglicherweise sein Vater inne, vielleicht war dies auch sein Beiname.
Seit dem Chronisten Johannes Diaconus, der ihn „filium Dominici Tribuni“ nennt, wird dieser mit Domenico tribuno, dem Ehemann der Agnella, die wiederum die Nichte („neptia“) des Dogen Pietro Tradonico war, gleichgesetzt (Johannes Diaconus, ed. Monticolo, 1890, S. 129). Tribunus war demnach sein Großneffe. Von der Mutter ist nur der Name überliefert. Der schon im 12. Jahrhundert auftauchende Bei- oder Familienname „Trundomenico“ lässt sich durch Verwandtschaft mit der entsprechenden Familie nicht erklären. Francesco Zanotto hielt ‚Agnella oder Angela‘ 1864 für eine Nichte des zu Tode gekommenen Dogen Pietro Tradonico, was den Angaben in der Istoria Veneticorum des Johannes Diaconus entsprach.
Die Mutter seiner beiden Söhne war ‚wahrscheinlich eine Angela Sanudo‘, wie Claudio Rendina noch 2006 meinte. Die Ableitung der Sanudo von der später zur Dogaressa überhöhten Frau ist allerdings Teil der venezianischen Mythenbildung.

## Herrschaft

### Wahl durch Volksversammlung, Beschränkung auf höchste Kleriker,iudicesundprimati
Petrus folgte seinem Vorgänger mit einigen Monaten Abstand wohl Ende 887 oder im Frühjahr 888 im Amt. Er war der erste Doge, der unmittelbar von der Volksversammlung, dem arengo, als Erweiterung einer dogalen Erlaubnis (‚placitum‘) eingesetzt wurde. Er war der Nachfolger von Johannes II. Particiaco und seinem Bruder Ursus, die beide zu seinen Gunsten abtraten. Johannes II. war nur deshalb ins Amt zurückgekehrt (nachdem er schon einmal wegen schwerer Krankheit zurückgetreten war), weil der Gewählte, Petrus Candianus, am 18. September 887 bei einem Gefecht an der Küste Dalmatiens gegen Piraten ums Leben gekommen war.
Unter Petrus Tribunus entstand ein neues Wahlsystem, in dem der Kreis der Wahlberechtigten auf die höchsten Würden beschränkt wurde, nämlich einerseits auf die höchsten Kleriker, namentlich Patriarchen, Bischöfe und Äbte, andererseits auf die höchsten Laienränge, nämlich iudices und primati. Der Rest der Bevölkerung partizipierte entsprechend dem gesellschaftlichen Rang, aber nunmehr in entsprechenden Gruppen. Die primati verschwanden bald zugunsten der iudices.

### Verträge mit Berengar I. und Wido von Spoleto, keine Konflikte mit Slawen

Venedig, Adria und Ägäis, westliches Schwarzes Meer in der 2. Hälfte des 9. Jahrhunderts

Im Gegensatz zu seinem Vorgänger mied dieser Doge externe Konflikte, vor allem mit den festländischen Nachbarn. Bereits am 7. Mai 888 gelang mit Berengar von Friaul eine Bestätigung früherer Privilegien im Reichsgebiet, die allerdings nur dessen Herrschaftsgebiet in Italien betreffen konnte. Die einzige Neuerung gegenüber früheren Verträgen war eine jährliche Abgabe von 25 Paveser Lire durch die Bewohner des Dukats im Gegenzug für Benefizien und Reisefreiheiten innerhalb des Königreichs. Mit seinem Nachfolger als König von Italien und seit wenigen Monaten Kaiser, mit Wido von Spoleto, wurde das sogenannte praeceptum am 20. Juni 891 abgeschlossen. Mit diesem Vertrag verschaffte sich Venedig eine Gleichgewichtssituation zwischen den Kaiserreichen. Darin durfte gleichfalls niemand Reisen der Venezianer behindern.
Auch mit Byzanz wurden die Beziehungen gepflegt, zumal die Lagune formal noch zum Reich gehörte. Vielleicht durch regelmäßige Tribute überzeugt, kam es zu keinerlei Konflikten größeren Umfangs mit den Slawen am Ostufer der Adria.

### Invasion der Ungarn (898–900)

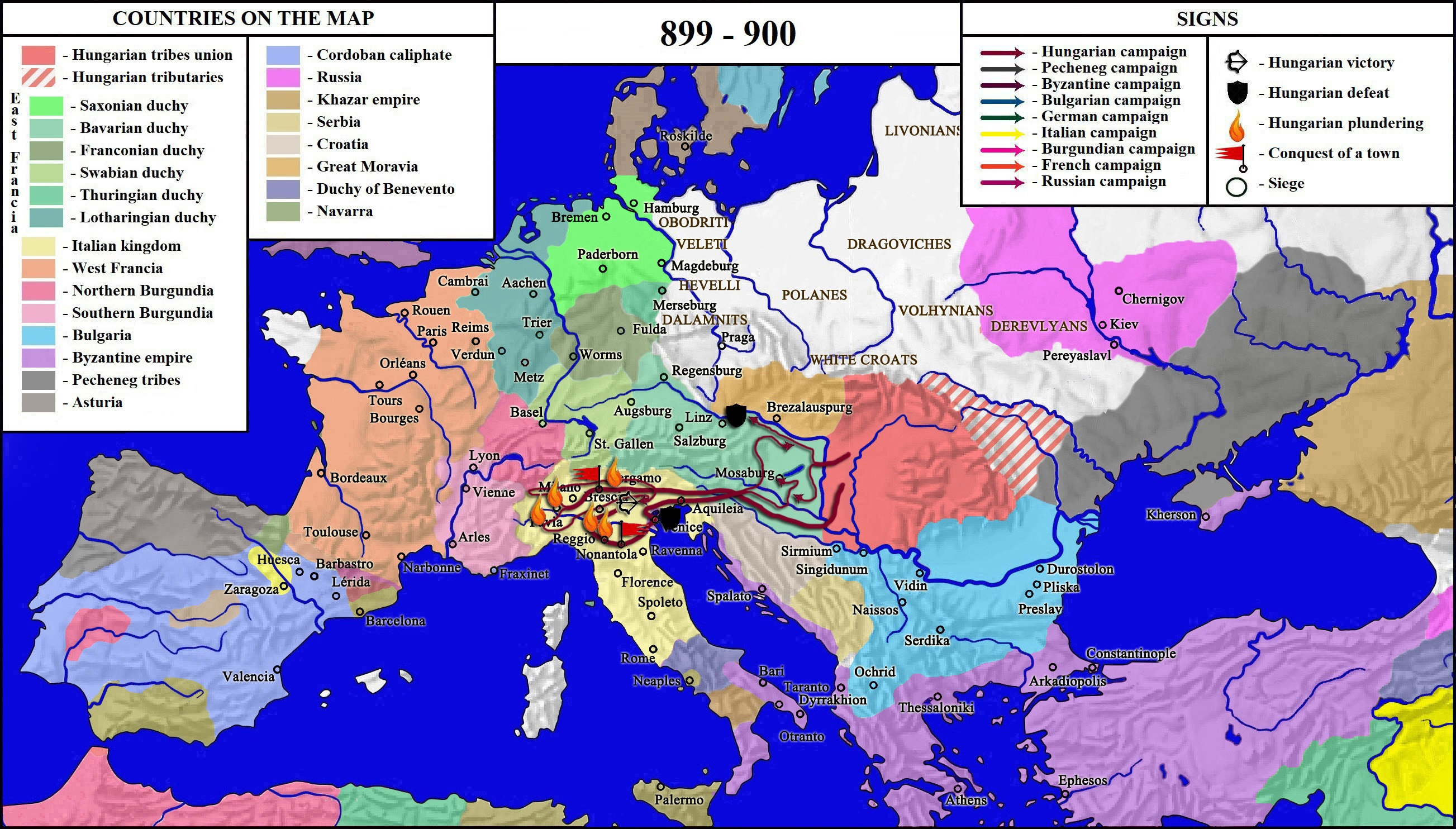
Der Raubzug der Ungarn von 899/900

Diese vergleichsweise friedliche Situation änderte sich spätestens im Jahr 899. Der Doge organisierte die Verteidigung Venedigs und der umliegenden Lagunensiedlungen frühzeitig gegen eine Invasion ungarischer Schiffe. Venedig war nur eines der Ziele der ab 896 im heutigen Ungarn siedelnden Invasoren, die in weiten Teilen Europas Raubzüge durchführten. Nach Gina Fasoli erfolgte der hier im Mittelpunkt stehende Raubzug gegen Norditalien in den Jahren 898 bis 900. Der Doge ließ, wie Johannes Diaconus ausdrücklich schreibt, im „anno sui ducatus nono“, im ‚9. Jahr seiner Dogenherrschaft‘ (ed. Monticolo, S. 131), eine Mauer zur Abwehr der „Ungrorum pagana et crudelissima gens“ errichten, die von Santa Maria Zobenigo bis Castello (Olivolo) reichte. Darüber hinaus wurde der Canal Grande durch eine Kette für Schiffe unpassierbar gemacht. Die ‚heidnischen und überaus grausamen‘ Ungarn, die mit Feuer und Raub bereits Oberitalien entvölkert hatten, drangen entlang des Westrands der Lagune bis nach Chioggia alles zerstörend vor. Dann plünderten sie Metamaucum (nahe dem späteren Malamocco) und Pellestrina auf dem Lido; wie Johannes Diaconus (ed. Monticolo, S. 130) schreibt: „primo Civitatem novam fugiente populo igne concremaverunt, deinde Equilum, Finem, Cloiam, Caputargelem incenderunt litoraque maris depopolaverunt“. Die Bevölkerung floh demnach vor den Invasoren, die erst im Juni 900 bei Albiola von der venezianischen Flotte unter Führung des „Petrus dux“ aufgehalten und zurückgeschlagen wurden.
König Berengar von Friaul, der gegen die Ungarn bereits 15.000 Mann verloren haben soll, wie der Chronist schreibt, konnte sie mit „obsidibus ac donis“ zum Abzug aus Italien bewegen, wobei sie ihre gesamte Beute mitführten.
Der byzantinische Kaiser Leo der Weise ehrte Tribuno wegen des Abwehrerfolges im folgenden Jahr mit dem Titel eines Protospatharios. Im Februar 900 berief Tribunus ein „Placitum“ ein, während dessen das Kloster S. Stefano di Altino Exemtionen erhielt – mit Verweis auf Schäden durch die Ungarn. Zugleich gibt das Dokument erstmals eine Vorstellung, wer an derlei Volksversammlungen teilnahm, wer also dazugehörte.

### Bis gegen Ende der Republik Venedig

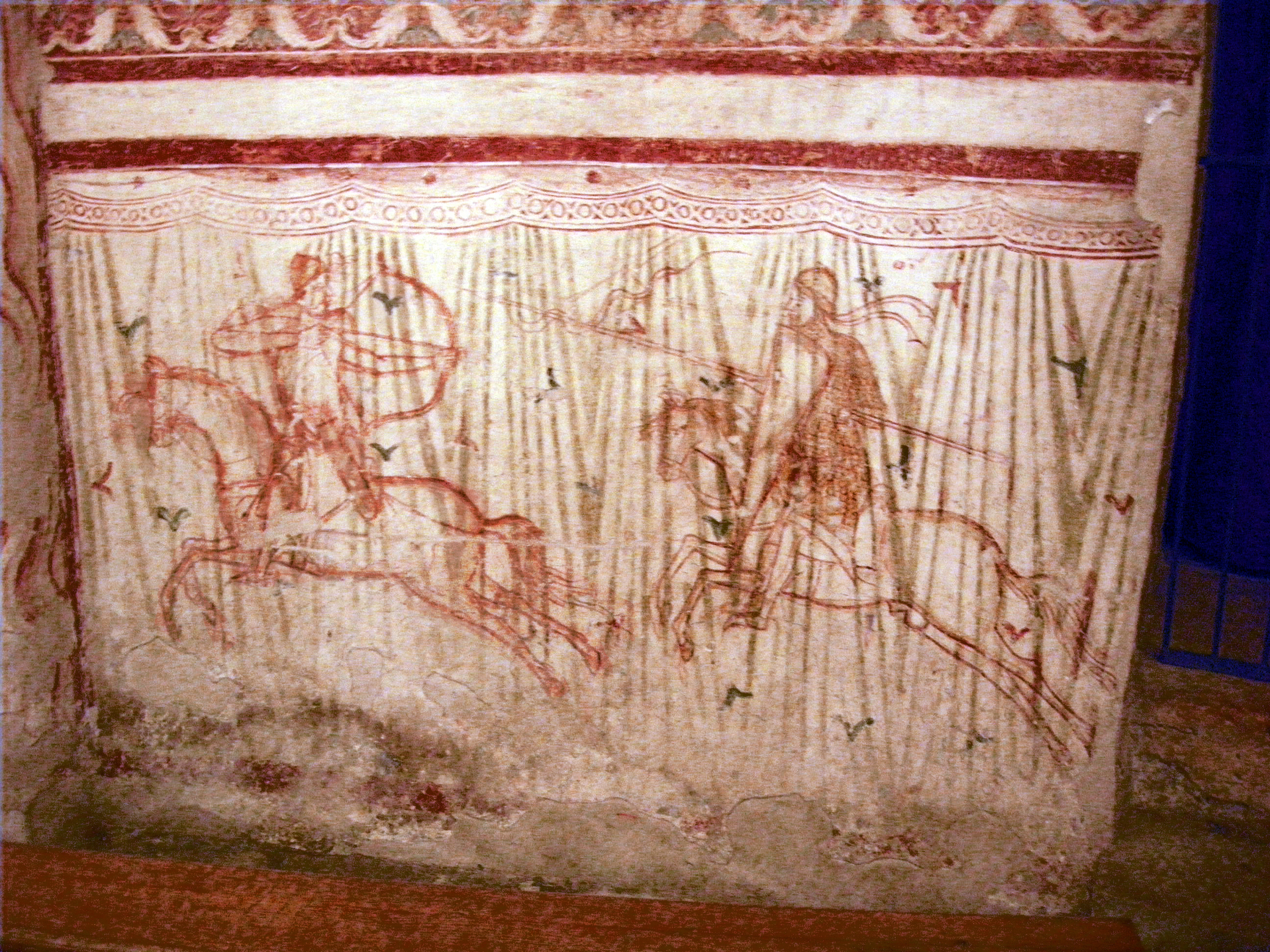
Darstellung eines fränkischen Reiters, der einen ungarischen Reiter verfolgt. Letzterer zielt mit einem Bogen nach hinten auf den Verfolger, Krypta der Basilika von Aquileia, 12. Jahrhundert?

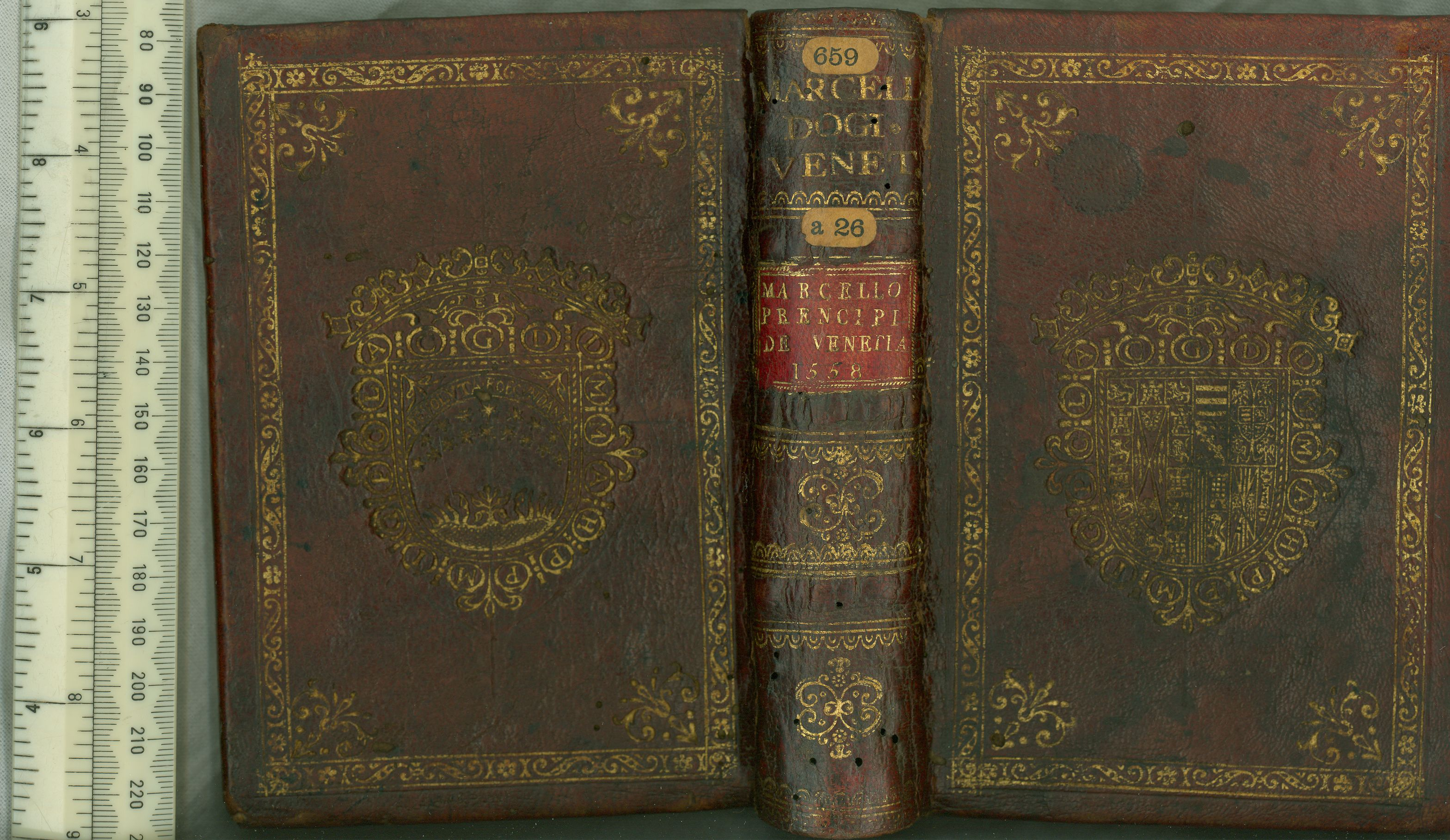
Umschlag einer Ausgabe der Vite de'prencipi di Vinegia des Pietro Marcello

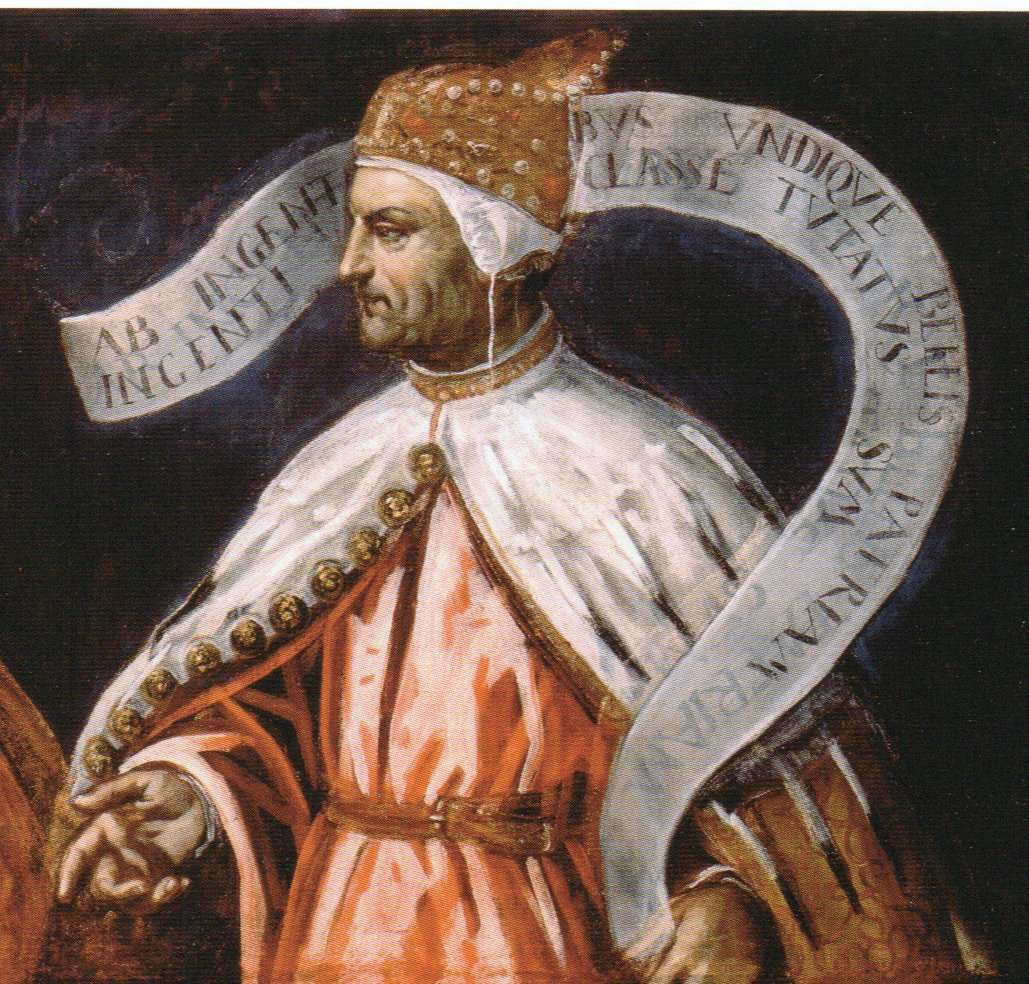
Darstellung des Dogen, die in einem Spruchband seine Verdienste hervorhebt. Das Bildnis ist eines der Dogenporträts im Dogenpalast.

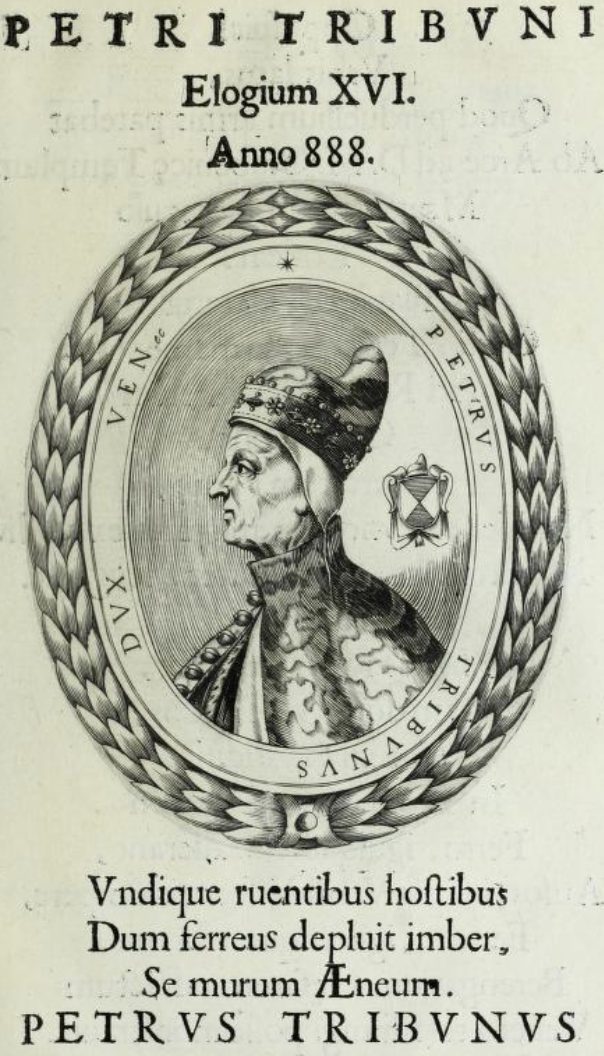
Leone Matina: Phantasieporträt des Dogen in der wohl ersten gedruckten Porträtserie aller bis dahin anerkannten Dogen, dem Ducalis regiae lararium von 1659

### Historisch-kritische Darstellungen

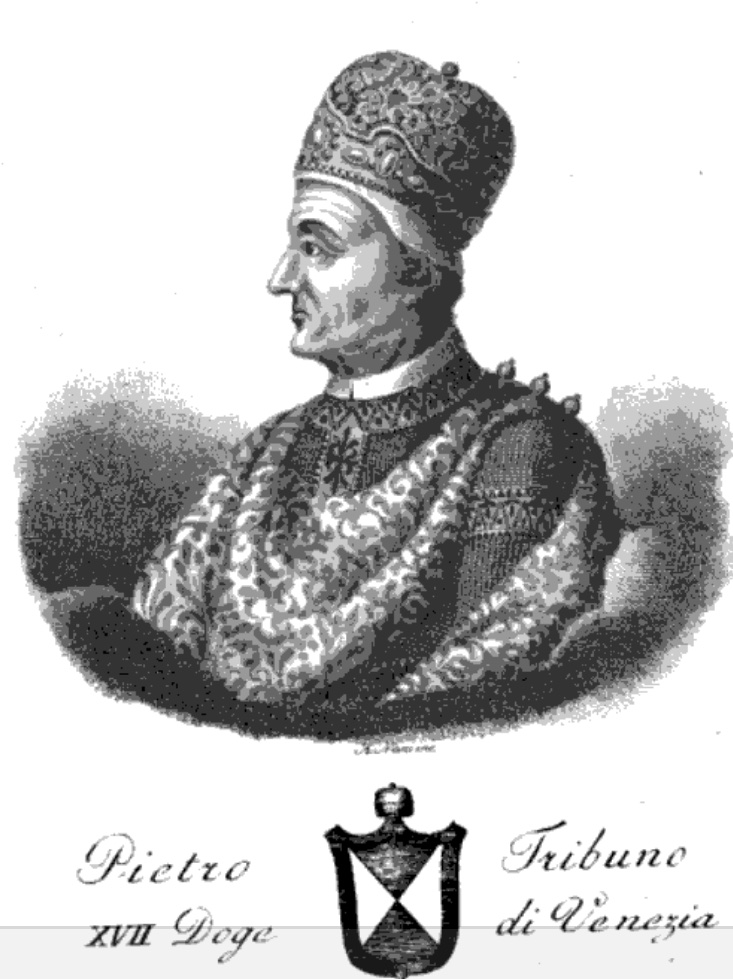
Phantasiedarstellung des Dogen aus den frühen 1830er Jahren, Antonio Nani: Serie dei Dogi di Venezia intagliati in rame da Antonio Nani. Giuntevi alcuni notizie biografiche estese da diversi, Bd. 1, Merlo, Venedig 1840, o. S. (Google Books)